# Nationaal Park Hainich
Het Nationaal Park Hainich (Duits: Nationalpark Hainich), opgericht op 31 december 1997 in de streek Hainich, is het enige nationaal park gelegen in de Duitse deelstaat Thüringen. Het park heeft een oppervlakte van 75 km² en heeft als belangrijkste doel om het inheemse beukenbos te beschermen. In 2011 is een deel van het gebied toegevoegd aan de UNESCO-werelderfgoedinschrijving Oude en voorhistorische beukenbossen van de Karpaten en andere regio's van Europa. Het UNESCO-gebied staat eveneens bekend onder de naam Hainich en bedraagt 56,588 km². Het werelderfgoeddeel valt geheel binnen de kernzone van het Nationaal Park Hainich.

## Geografie
Het 75 km² grote park ligt in het westen van  het Bundesland Thüringen, ten oosten van de Werra en maakt deel uit van het  natuurpark Eichsfeld-Hainich-Werratal. Het ligt in de stedendriehoek Eisenach–Mühlhausen–Bad Langensalza in het zuiden van het 160 km² grote bosgebied waar het Nationaal Park Hainich deel van uitmaakt.

## Flora en fauna
In het gebied komen naast de beuk (Fagus sylvatica) ook andere loofboomsoorten voor zoals de es (Fraxinus excelsior) en de linde (Tilia). Verder zijn er veel paddenstoelen en grote hoeveelheden voorjaarsbloemen zoals leverbloempje (Anemone hepatica) en bosanemoon (Anemone nemorosa). Onder de fauna bevinden zich opvallende soorten als de Europese wilde kat (Felis silvestris), vijftien vleermuissoorten, zeven spechtensoorten en 500 holbewonende keversoorten.

## Toekomstvisie
In het park, zo is de bedoeling, moet weer een Midden-Europees oerbos ontstaan, waar de natuur vrij wordt gelaten en dus niet gebruikt of bewerkt wordt. Met 50 km² is het momenteel het grootste ongestoorde beukenoerbos in Duitsland en het doel is dit gebied verder te vergroten.

## Bijzonderheden
In het oosten van het park is sinds 2005 een boomkroonpad dat vlak onder de boomtoppen loopt. In het zuiden is een uitzichttoren, terwijl in het westelijk gelegen deel van het park een zogenaamd Oerwoud-Life-Camp is aangelegd, speciaal voor scholieren en andere jeugd. In het noorden bevindt zich een "Germaans cultureel wandelpad" waarbij in het veen gevonden heiligdommen getoond worden.

## Galerij

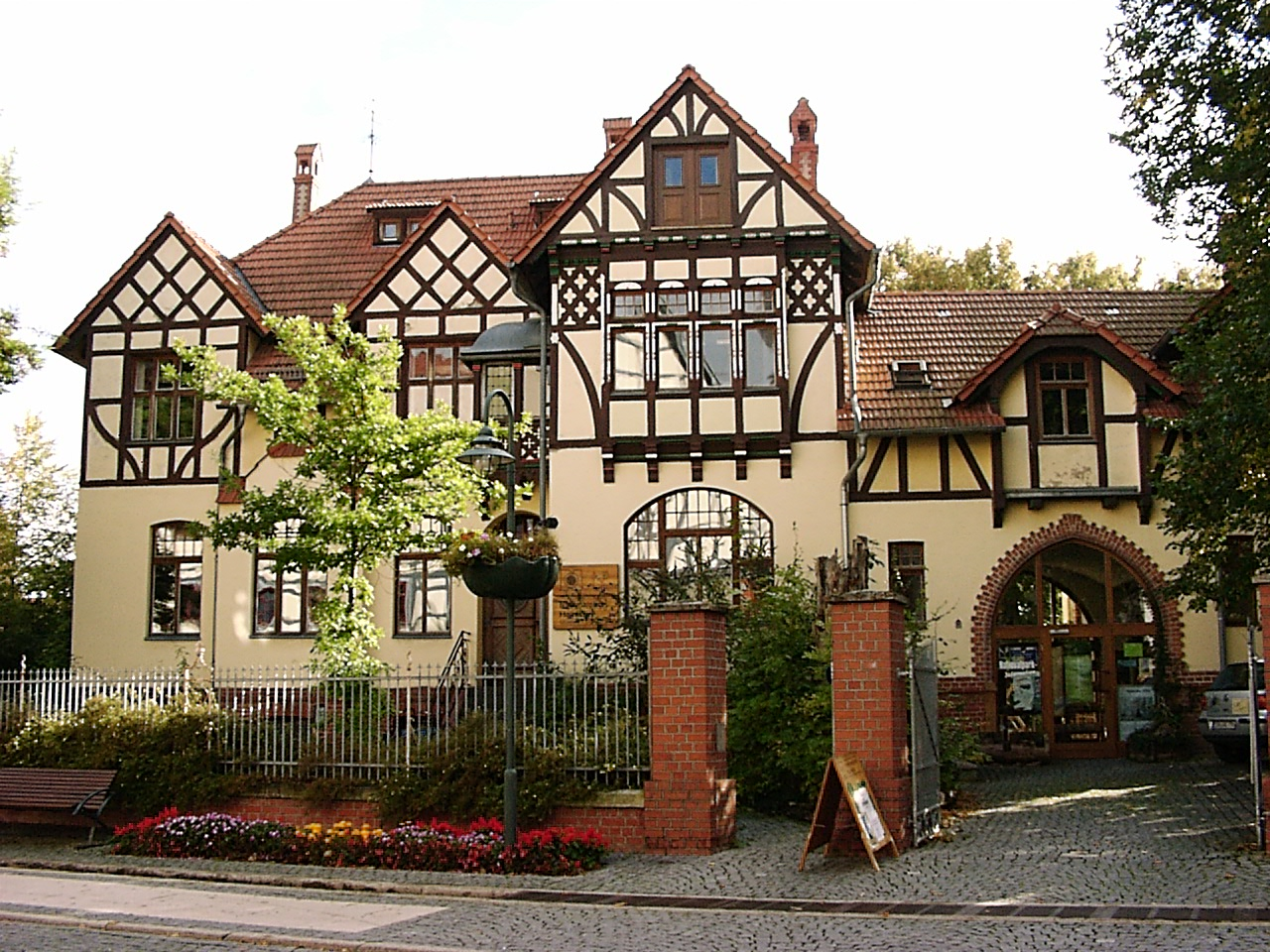
Administratief gebouw van het nationaal park in Bad Langensalza.
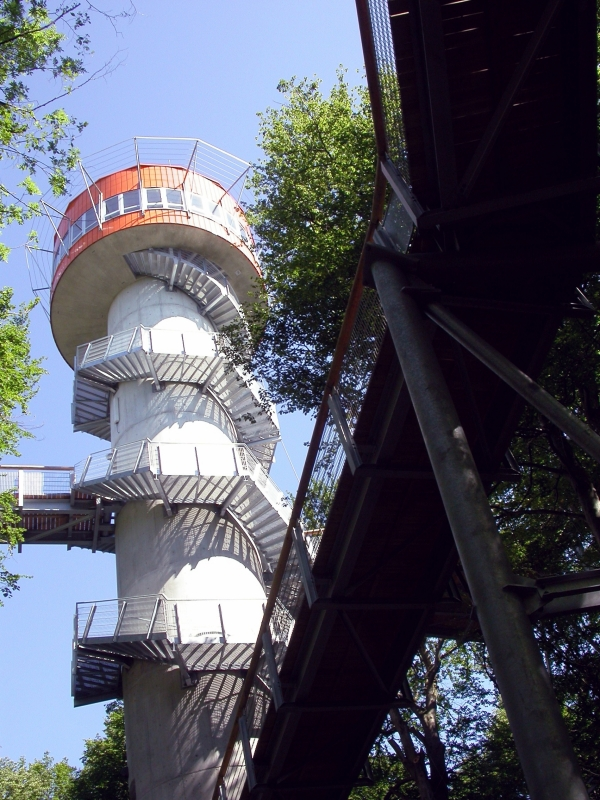
Het boomkroonpad van Nationaal Park Hainich.
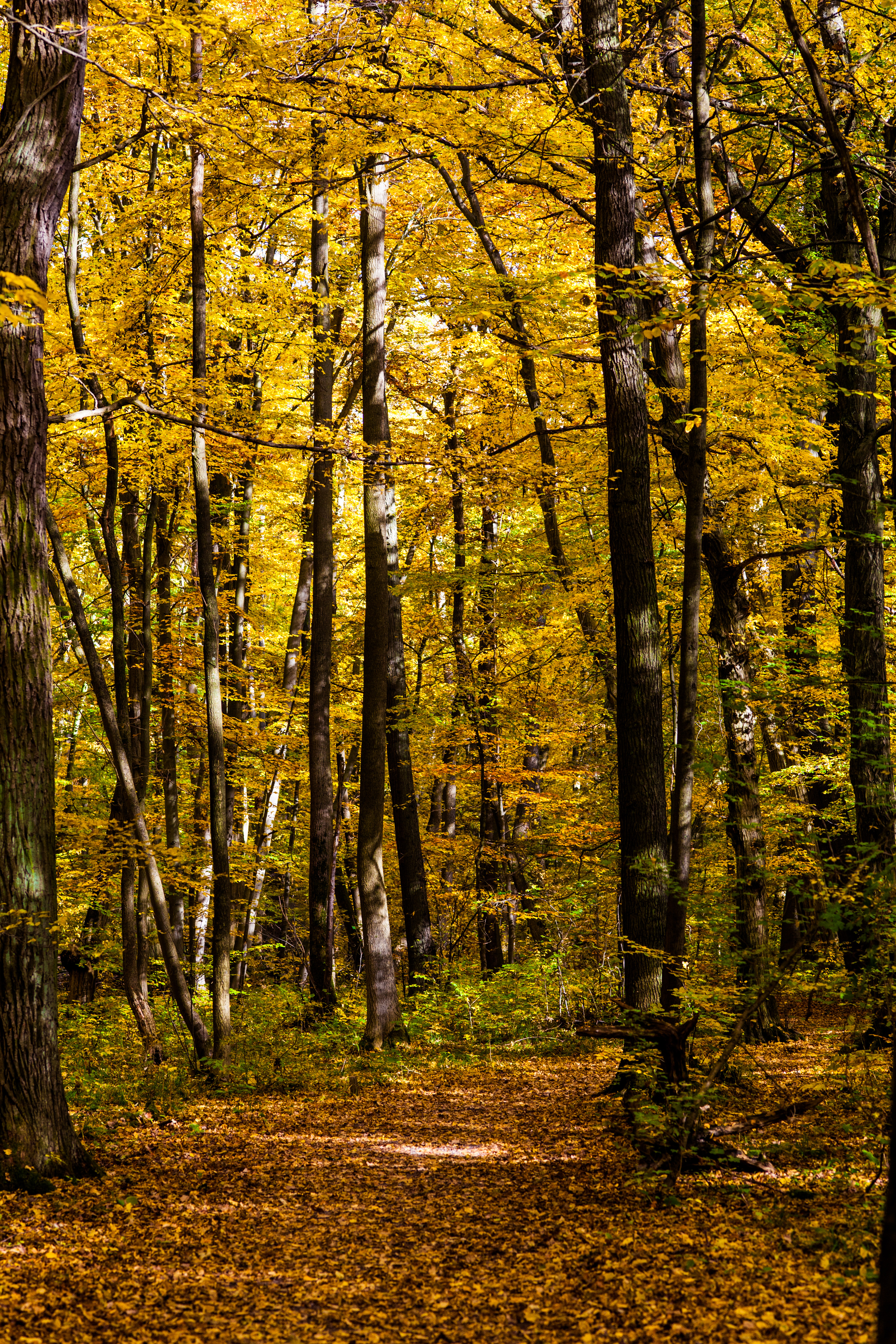
Het bos in najaarskleuren.
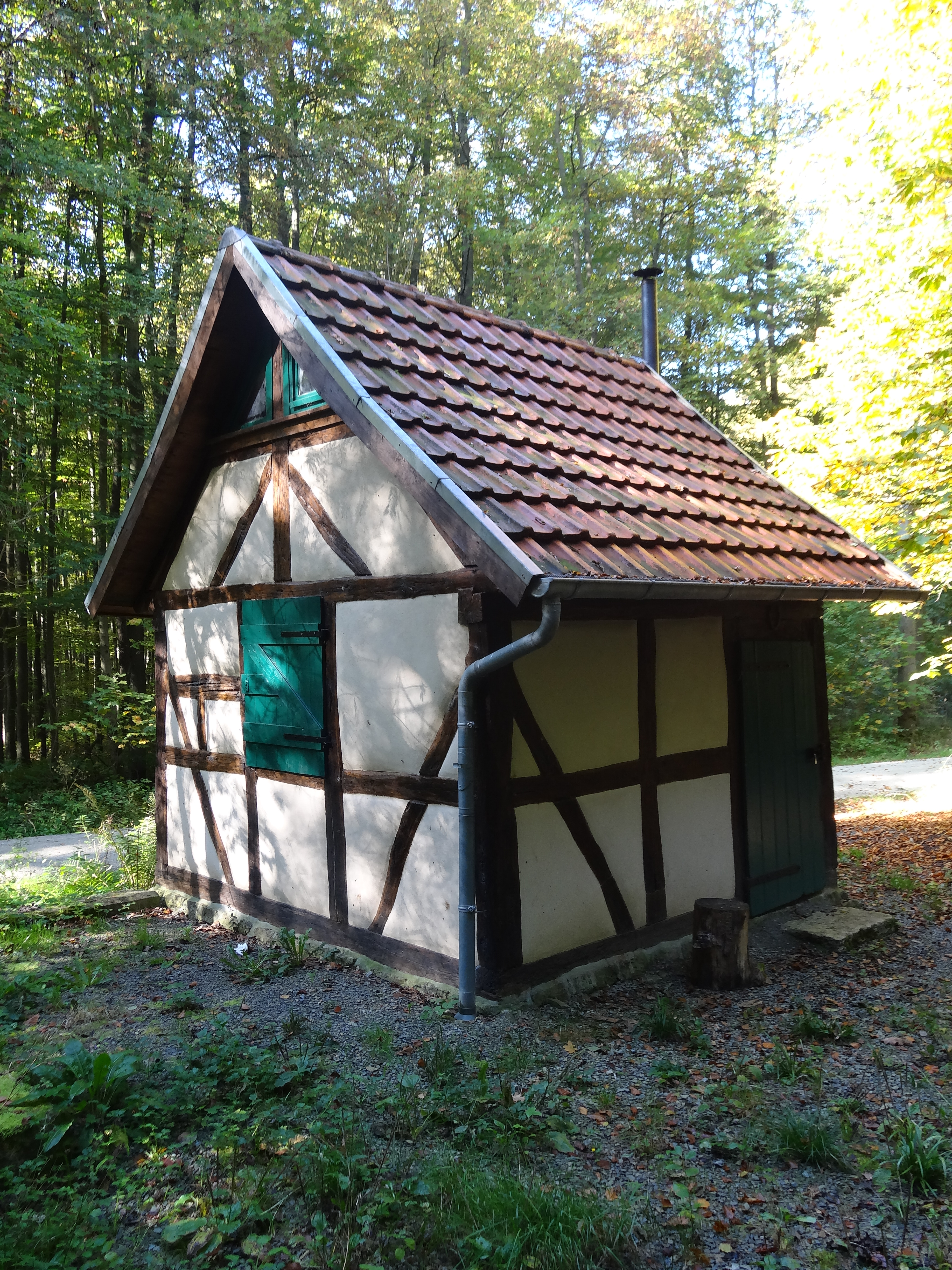
Klein huisje in het nationaal park.
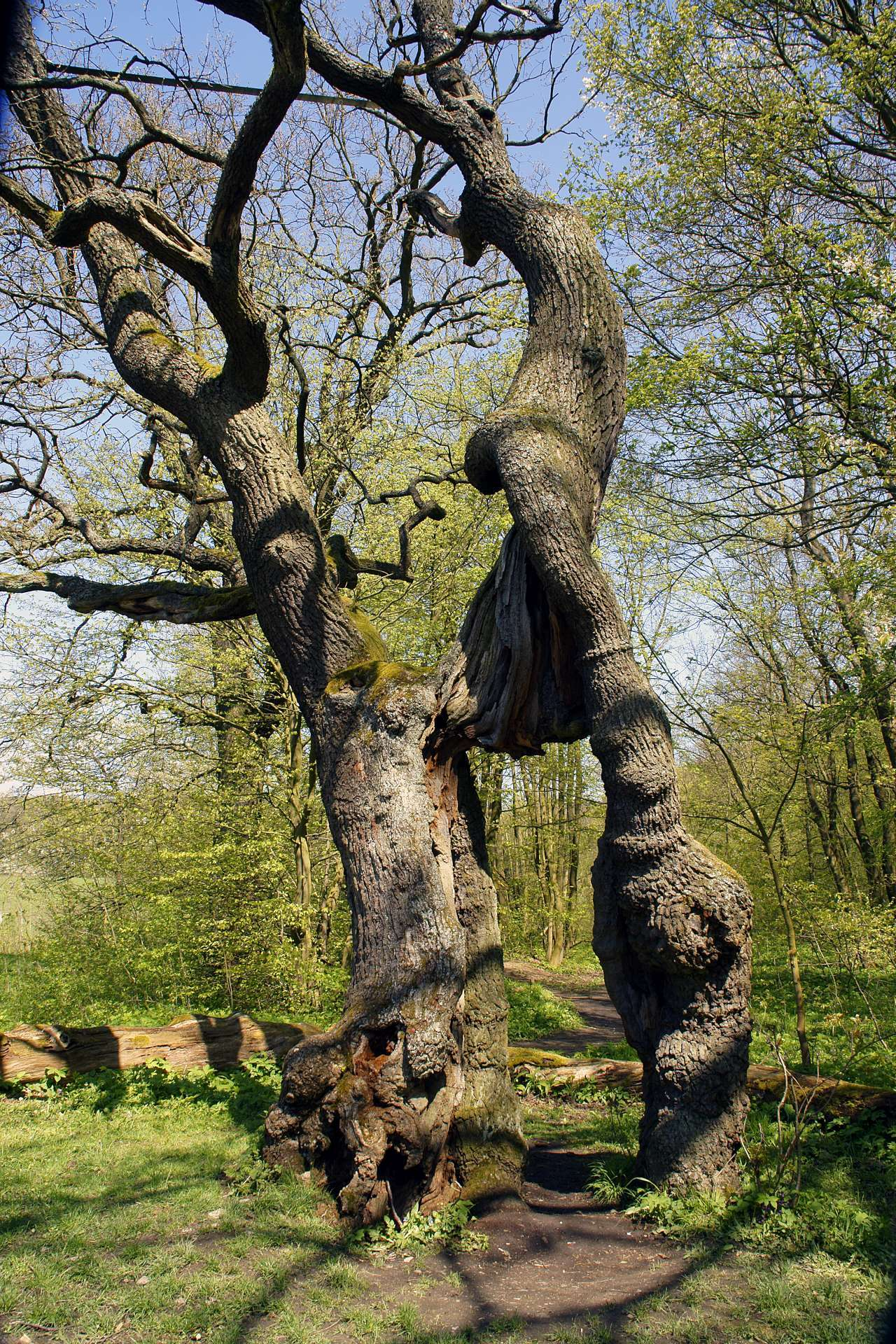
Oude eik.
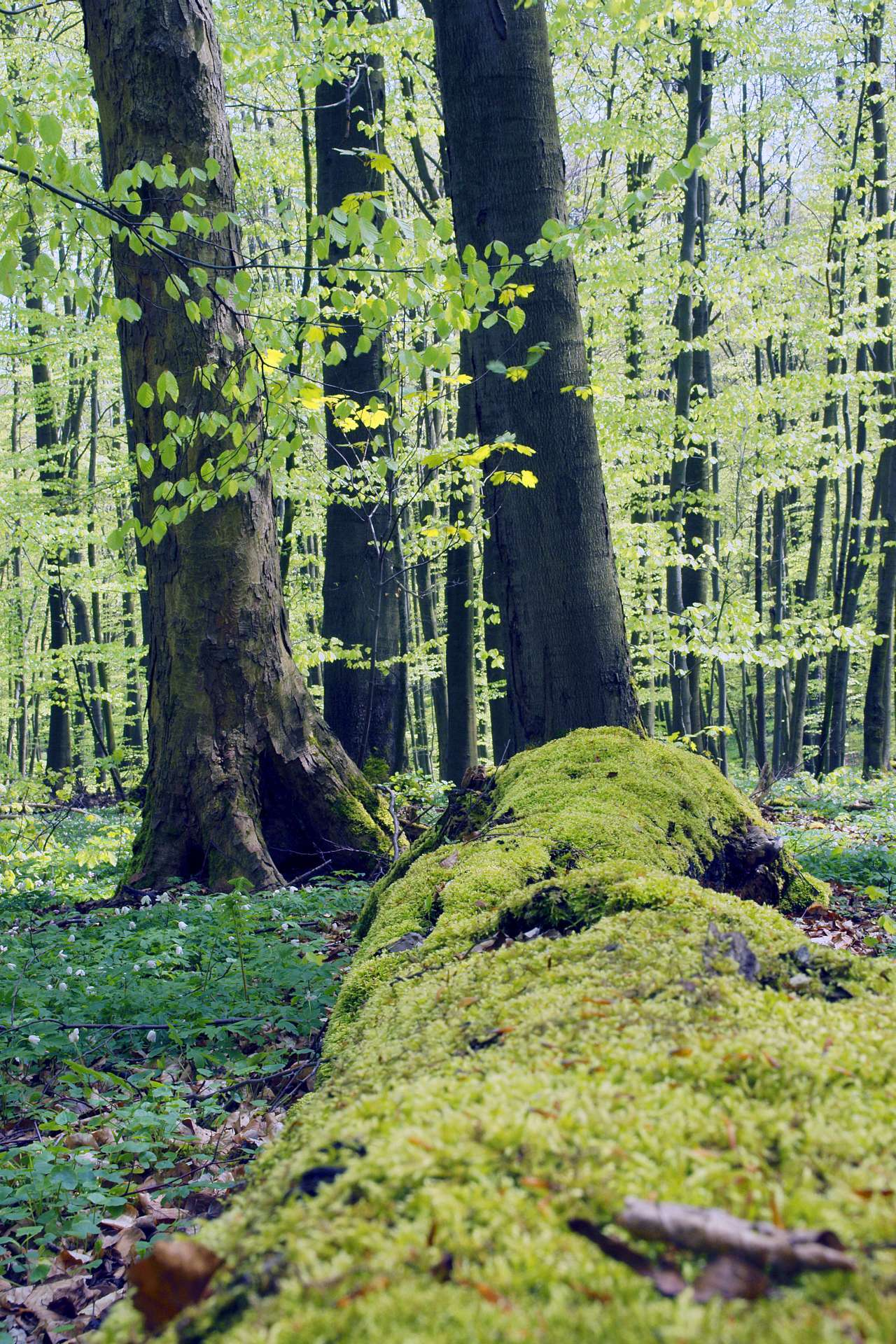
beukenbos

- Gemeinsame Normdatei: 10011948-7
- Library of Congress Control Number: sh2007003876
- Nationale Bibliotheek van Israël: 987007559125105171
- Virtual International Authority File: 152187103

Bayerischer Wald ·
Berchtesgaden ·
Eifel ·
Hainich ·
Hamburgisches Wattenmeer ·
Harz ·
Hunsrück-Hochwald ·
Jasmund ·
Kellerwald-Edersee ·
Müritz ·
Niedersächsisches Wattenmeer ·
Sächsische Schweiz ·
Schleswig-Holsteinisches Wattenmeer ·
Schwarzwald ·
Unteres Odertal ·
Vorpommersche Boddenlandschaft